# Amt Dornberg
Das Amt Dornberg war ein Amt im Kreis Bielefeld in Nordrhein-Westfalen. Es existierte seit 1843 und wurde zum 31. Dezember 1972 aufgelöst. Seine ehemaligen Gemeinden gehören heute zum Bielefelder Stadtbezirk Dornberg.

## Geschichte
Das  Gebiet des späteren Amtes gehörte als Kirchspiel Dornberg bis 1692 zur Vogtei Brackwede und kam anschließend zur Vogtei Werther im Amt Sparrenberg der Grafschaft Ravensberg. Die Amtsgeschäfte übernahm zum Ende des 18. Jahrhunderts zeitweise der Vogt in Schildesche. Zum Kirchspiel Dornberg gehörten das Kirchdorf Kirchdornberg, die Bauerschaften Babenhausen, Deppendorf, Großdornberg, Hoberge und Niederdornberg sowie das kirchliche Gut Uerentrup.
Während der französischen Besatzungszeit gehörte das Gebiet von Dornberg zunächst von 1807 bis 1810 zum Kanton Werther im Distrikt Bielefeld des Königreichs Westphalen. Nach der Annexion großer Teile Norddeutschlands durch Napoleon Bonaparte im Jahre 1811 verlief die neue Staatsgrenze zwischen dem Königreich Westphalen und dem Kaiserreich Frankreich quer durch den Kanton Werther entlang des Schwarzbachs. Die nördlich des Schwarzbachs gelegene Bauerschaft Deppendorf gehörte nun bis 1813 zum Arrondissement Minden des französischen Départements der oberen Ems. Der südlich des Schwarzbachs gelegene Hauptteil des Kirchspiels Dornberg verblieb im Königreich Westphalen und wurde in den Kanton Schildesche des Distrikts Bielefeld eingegliedert. Nach dem Ende der französischen Besatzung im Jahre 1813 kam das Dornberger Gebiet 1816 bis auf Deppendorf zum neu gebildeten Kreis Bielefeld. Deppendorf wurde 1817 aus dem Kreis Halle in den Kreis Bielefeld umgegliedert.
Das Gebiet des alten Kirchspiels Dornberg bestand im Kreis Bielefeld als Verwaltungsbezirk fort, der als Gemeinde Dornberg bezeichnet wurde und der Bürgermeisterei Schildesche unterstellt blieb. Im Rahmen der Einführung der neuen Landgemeindeordnung für die Provinz Westfalen wurde am 30. Dezember 1843 im Kreis Bielefeld das Amt Dornberg gebildet. 1845 wurden innerhalb des Amtes fünf Gemeinden konstituiert:
1. Babenhausen
2. Großdornberg
3. Hoberge-Uerentrup
4. Kirchdornberg
5. Niederdornberg-Deppendorf

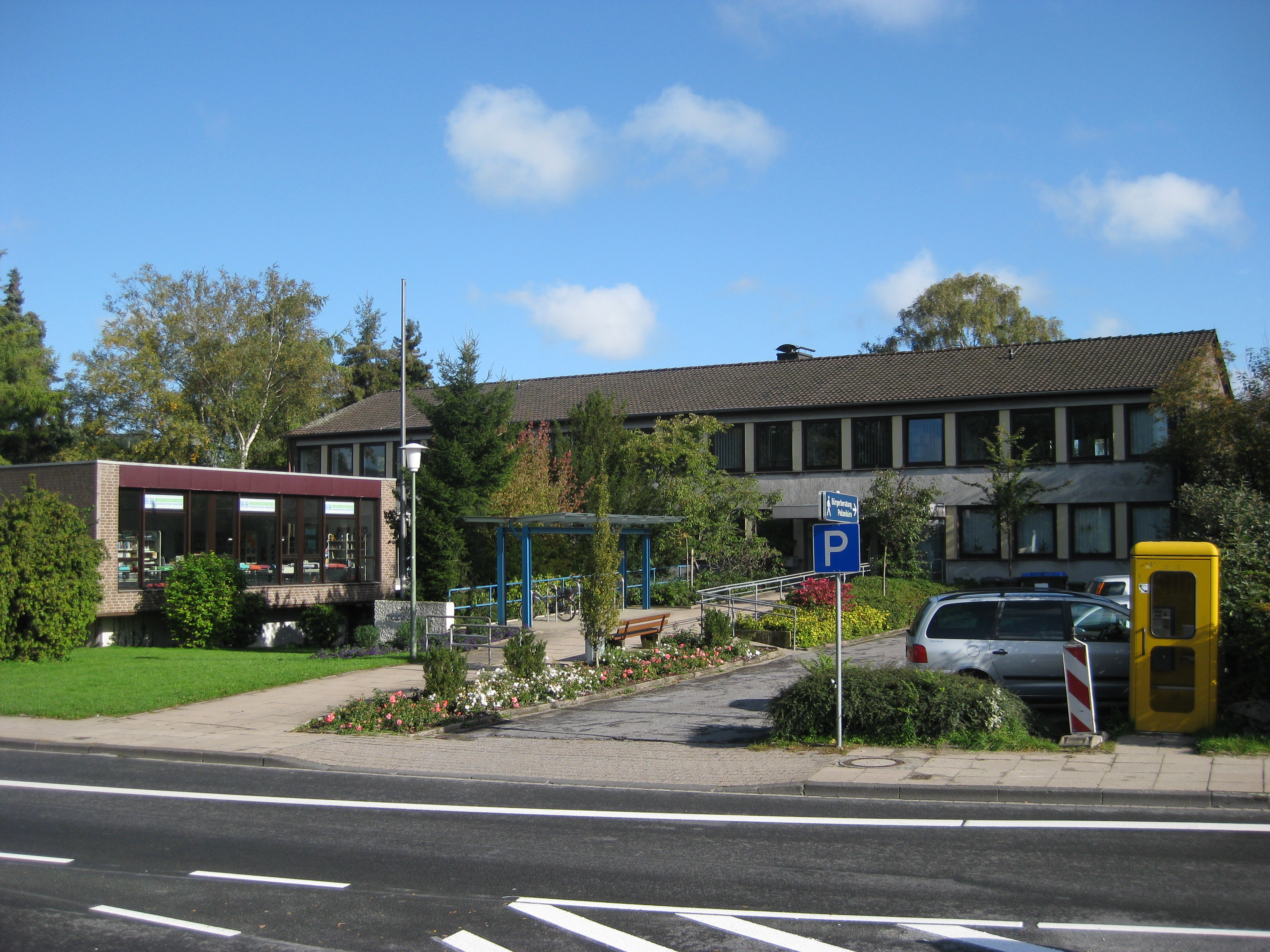
Amthaus des Amts Dornberg

1930 kam es zu einer kommunalen Neuordnung im Raum Bielefeld. Dabei fiel ein Teil von Gellershagen an Babenhausen. Die auf Großdornberger Gebiet entstandene Wohnsiedlung Wellensiek und ein Teil von Hoberge-Uerentrup im Bereich Wolfskuhle wurden nach Bielefeld eingemeindet. Am 31. Dezember 1961 wurde das Babenhausen-West genannte Wohngebiet an der Dürerstraße von Babenhausen in die Stadt Bielefeld umgegliedert.
Durch das Gesetz zur Neugliederung des Raumes Bielefeld wurden zum 31. Dezember 1972 die fünf Gemeinden des Amtes Dornberg nach Bielefeld eingemeindet und das Amt aufgelöst. Rechtsnachfolger des Amtes wurde die vergrößerte Stadt Bielefeld. Die fünf Gemeinden des Amts gehören heute zum Bielefelder Stadtbezirk Dornberg.

## Einwohnerentwicklung

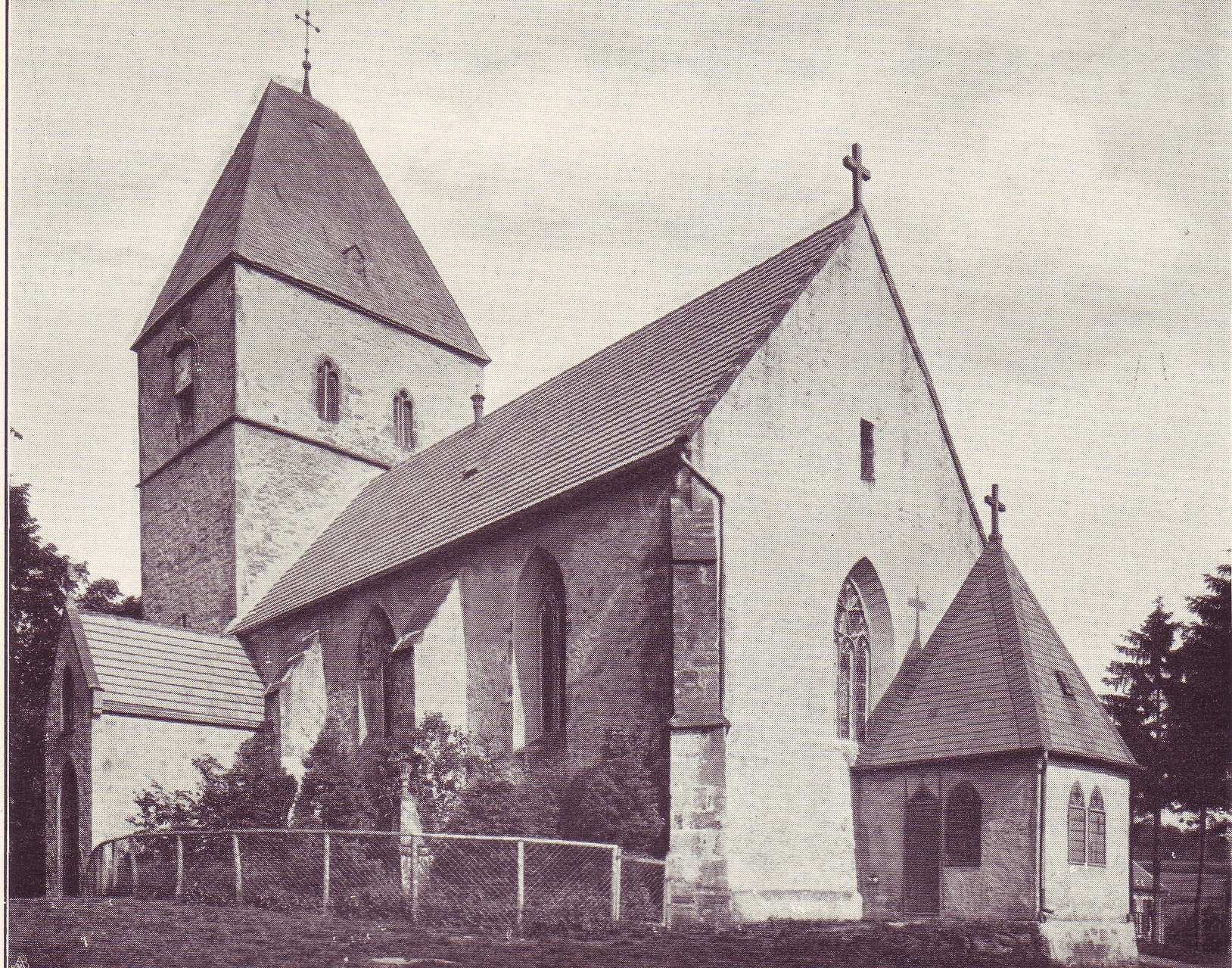
Die Peterskirche in Kirchdornberg

| Jahr | Einwohner | Quelle |
| ---- | --------- | ------ |
| 1822 | 2302      | [ 10 ] |
| 1843 | 3393      | [ 11 ] |
| 1864 | 3226      | [ 12 ] |
| 1885 | 3034      | [ 13 ] |
| 1910 | 3178      | [ 14 ] |
| 1925 | 3279      | [ 15 ] |
| 1939 | 4408      | [ 15 ] |
| 1949 | 6498      | [ 16 ] |
| 1950 | 6419      | [ 17 ] |
| 1961 | 7372      | [ 17 ] |
| 1966 | 8971      | [ 18 ] |
| 1970 | 9297      | [ 17 ] |

## Kirchliche Zugehörigkeit
Die Orte des Amtes Dornberg bildeten im 19. Jahrhundert das evangelische Kirchspiel Dornberg. Die Peterskirche in Kirchdornberg war die Pfarrkirche des Kirchspiels.